# L'Esplet
La zona humida de l'Esplet està formada per tres basses artificials, creades l'estiu de 2006 per la Fundació Emys entre el riu Esplet gros i el riu Esplet petit, amb l'objectiu de formar una zona humida especialment favorable per a la tortuga d'estany. Algunes de les basses s'han creat amb prou fondària perquè conservin l'aigua tot l'any (tret d'anys d'excepcional sequera) i s'han constituït també zones més somes i zones entollades que formin ambients humits temporals, per fomentar al màxim la biodiversitat.
A l'entorn de les tres basses s'ha realitzat una plantació d'arbres de ribera, amb freixes de fulla petita, oms, pollancres, etc. La vegetació aquàtica és encara incipient, degut a la recent creació de les basses i a les condicions expecionals de sequera de la primavera del 2008. És de preveure el creixement d'un cinyell perimetral de canyís i boga, a més de l'aparició d'altres espècies higròfiles (càrexs, joncs, etc.) en els herbassars perimetrals. L'entorn de la zona humida és ocupat per extenses plantacions d'arbres de creixement ràpid (pollancres, plàtans). Entre aquestes plantacions transcorren alguns recs i rieres que faciliten la colonització d'aquest espai amb diverses espècies d'amfibis i rèptils procedents de sectors relativament allunyats.
A més de la tortuga d'estany (Emys orbicularis), l'espai pot ser important com a zona de reclutament d'amfibis, com la salamandra (Salamandra salamandra), la granota pintada (Discoglossus pictus), la reineta (Hyla meridionalis), la granoteta de punts (Pelodytes punctatus), el gripau d'esperons (Pelobates cultripes), el gripau corredor (Epidalea calamita), etc.
No es detecten amenaces significatives per a aquest espai. La finca on es troben les basses és propietat de l'Ajuntament de Riudarenes. La titularitat pública i l'acord de custòdia existent amb la Fundació Emys per a la gestió de la finca fan preveure que la zona humida evolucionarà molt favorablement, si es mantenen les condicions actuals.